# كارل غرايمز
كارل جرايمز (بالإنجليزية: Karl Graims) هو شخصية خيالية من سلسلة مسلسلات الموتى السائرون، وأحد أهم الشخصيات الرئيسية. صور الشخصية تشاندلر ريجز في المسلسل التلفزيوني الأمريكي الذي يحمل نفس الاسم. اخترع الشخصية الكاتب روبرت كيركمان والفنان توني مور وظهرت لأول مرة في العدد الثاني من The Walking Dead في عام 2003. في كل من الكتاب الهزلي والمسلسل التلفزيوني فكارل هو ابن ريك ولوري غرايمز.